# White Rock (South Dakota)
White Rock is een plaats (town) in de Amerikaanse staat South Dakota, en valt bestuurlijk gezien onder Roberts County.

## Demografie
Bij de volkstelling in 2000 werd het aantal inwoners vastgesteld op 18.
In 2006 is het aantal inwoners door het United States Census Bureau geschat op eveneens 18.

## Geografie
Volgens het United States Census Bureau beslaat de plaats een oppervlakte van
4,1 km², geheel bestaande uit land.

## Plaatsen in de nabije omgeving
De onderstaande figuur toont nabijgelegen plaatsen in een straal van 24 km rond White Rock.